# زالزالک (سرده)

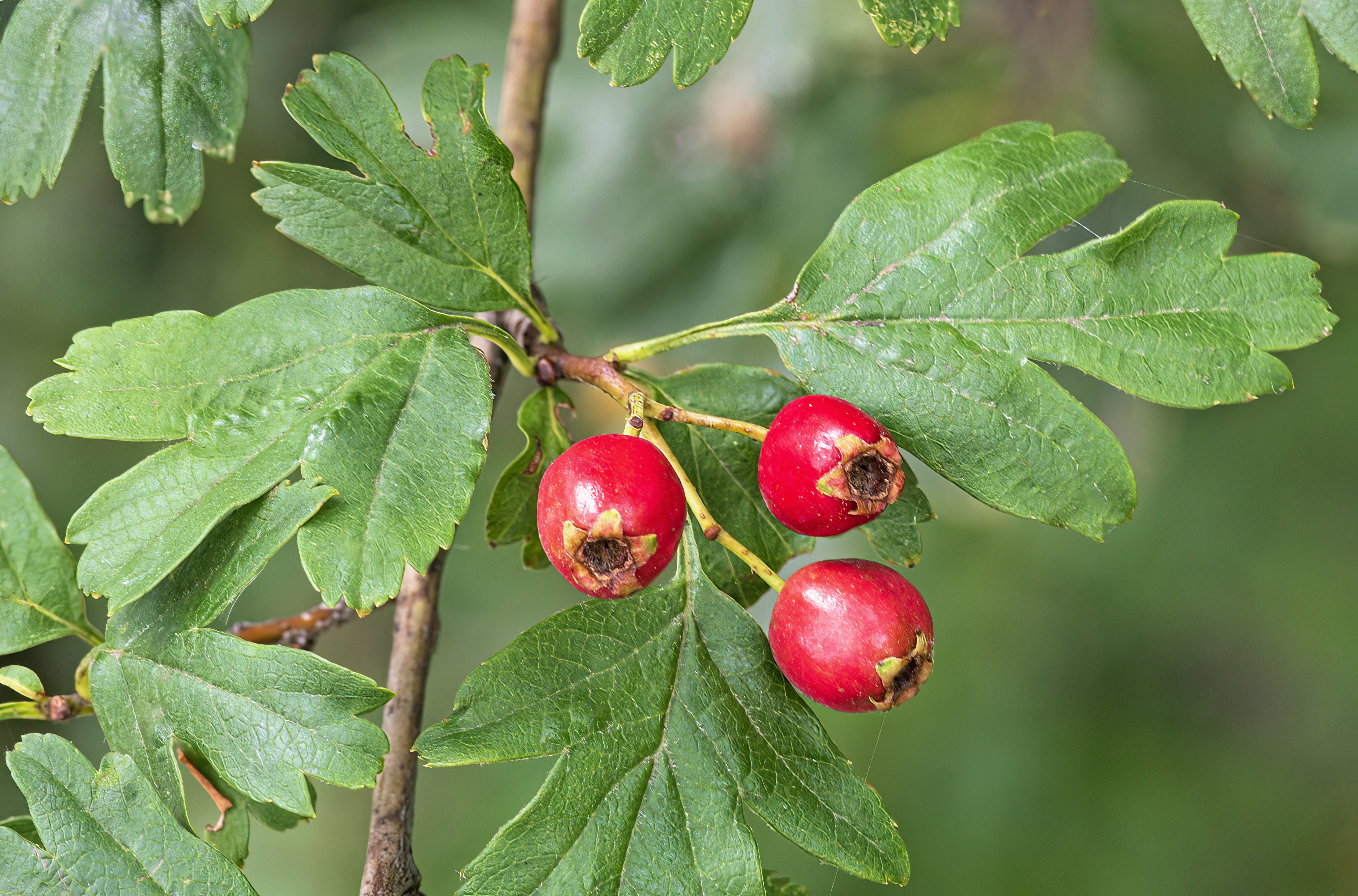
زالزالک

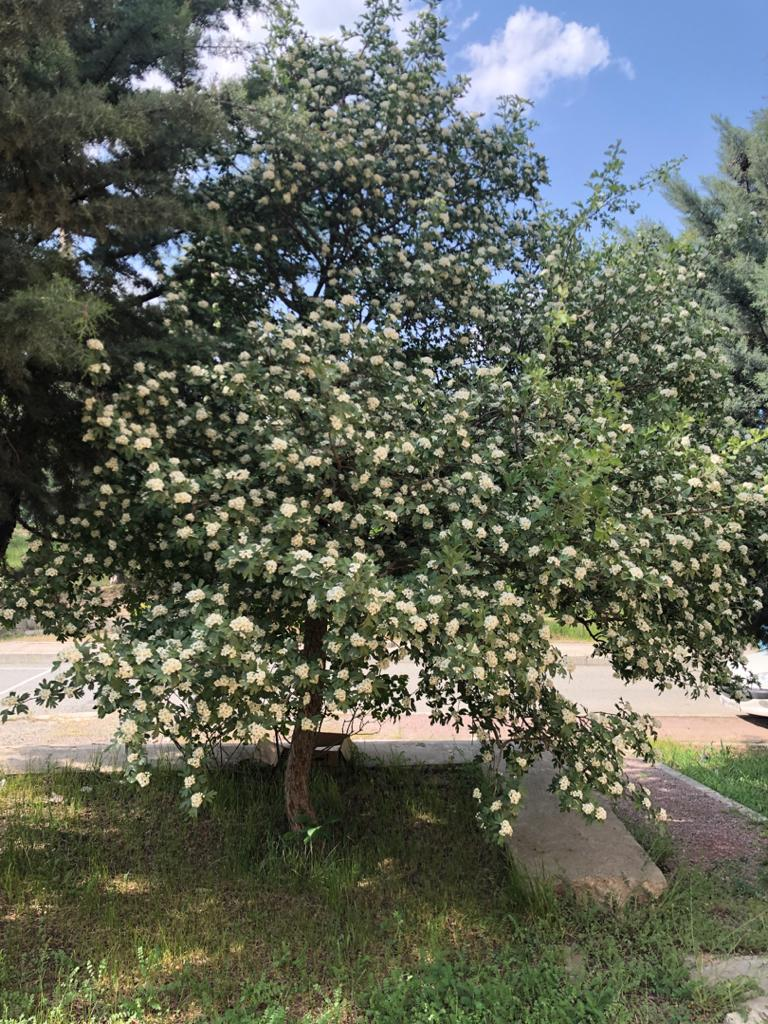
درخت زالزالک

زالزالک یا کِلِکْ، خَفجه، کیالک، سیسه، سیسن، علف خرس (نام علمی: Crataegus) یکی از گیاهان است. این گیاه دارای سه نوع زرد، سیاه و قرمز (شغالی) می‌باشد. زالزالک در خیلی از استان‌های ایران می‌روید اما رتبهٔ اول تولید زالزالک در ایران به آذربایجان شرقی تعلق دارد. در ممسنی به آن کِلِکْ می گویند، در زبان  لکی و کردی به آن «گۆیژ»، «گوێج» یا «گیرچ» می‌گویند.
در زبان ترکی یمئشان گفته می‌شود در همدان و خوزستان به این میوه گیریچ و «سیسن» و در لرستان به این میوه گیرچ (لری)؛ در گیلان «کرکره» (karkare) در یاسوج و چهارمحال و بختیاری و بوشهر «گوریچ»، در مازندران به آن «ولیک»  در سرکان به آن «گُرج» میگویند و در شیراز به آن (کیالک) می گویند.

## نام
در دیگر گویش‌های ایرانی نام‌هایی مانند کومار(گیلکی)، گیویج (در گویش لکی)، کیویج(در اصفهانی)، سییَف(در تالشی)، "تاخوم"(هزارگی) "کیالک" (گویش استان فارس) ، "دولانه"(تاجیکی و خراسان شمالی) و "گوییز"(گویش اقلیدی) رایج است. همچنین در دیگر زبانهای ایرانی نامهایی مانند گیرچ (در کُردی فیلی)، سیسته (لری بختیاری، سیسن هم گفته می‌شود)، "گیرچ" ( لری ) بلچ یا بلچی(کردی هورامی) یا گوێژ یا "گوهیشک" (کردی) و کهری (در منطقه الموت) بکار برده می شود. در زبان ترکی به این میوه "یئمیشان" گفته می شود. در زبان مازندرانی «ولیک» نامیده می‌شود.

## خواص دارویی
زالزالک که یک گیاه ضد نارسائی قلبی و کاهش دهنده فشارخون است، خاصیت ضد اضطراب نیز دارد. در یک مطالعه دوسوکور راندم همراه با گروه کنترل و دارونما اثربخشی عصاره گیاهی زالزالک در درمان اختلالات ناشی از اضطراب بر روی ۲۶۴ نفر مورد بررسی قرار گرفت و نتایج نشان داد که این دارو در درمان اضطراب کاملاً مؤثر است.

## گونه‌ها
- زالزالک اروپایی Crataegus rhipidophylla
- زالزالک زرد Crataegus azarolus
- زالزالک سبز Crataegus viridis
- زالزالک سیاه Crataegus nigra
- زالزالک شرقی Crataegus orientalis
- زالزالک کرکی Crataegus mollis
- زالزالک مکزیکی Crataegus mexicana
- سرخ ولیک Crataegus monogyna
- زالزالک ایرانی Crataegus persica

## نگارخانه

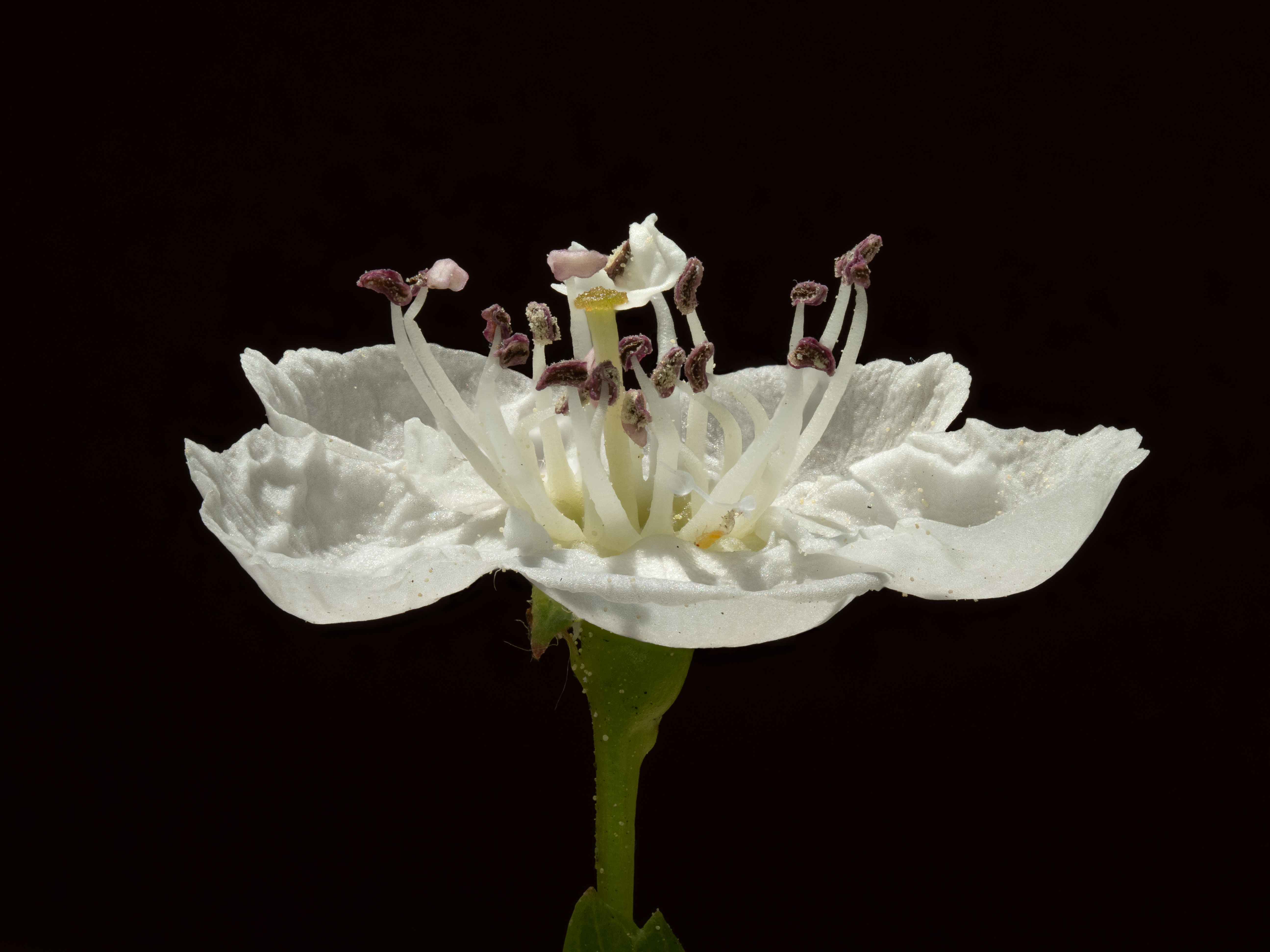
شکوفه زالزالک
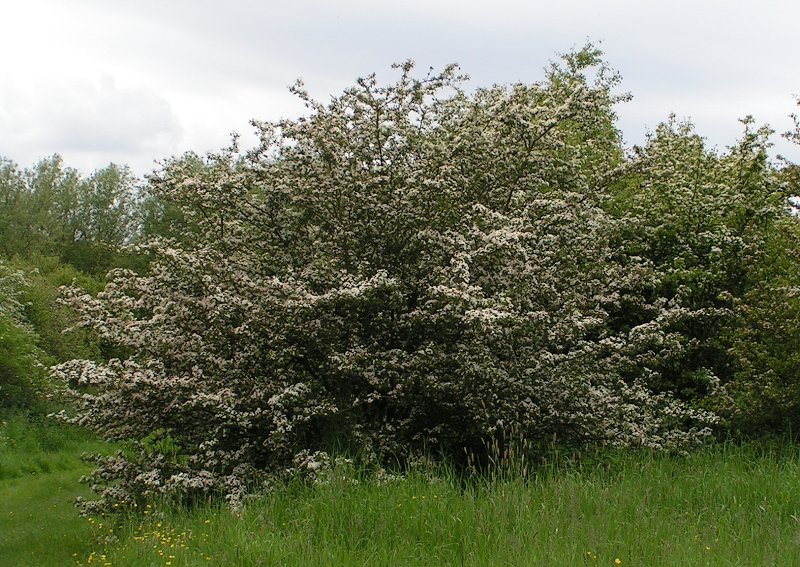
درخت زالزالک
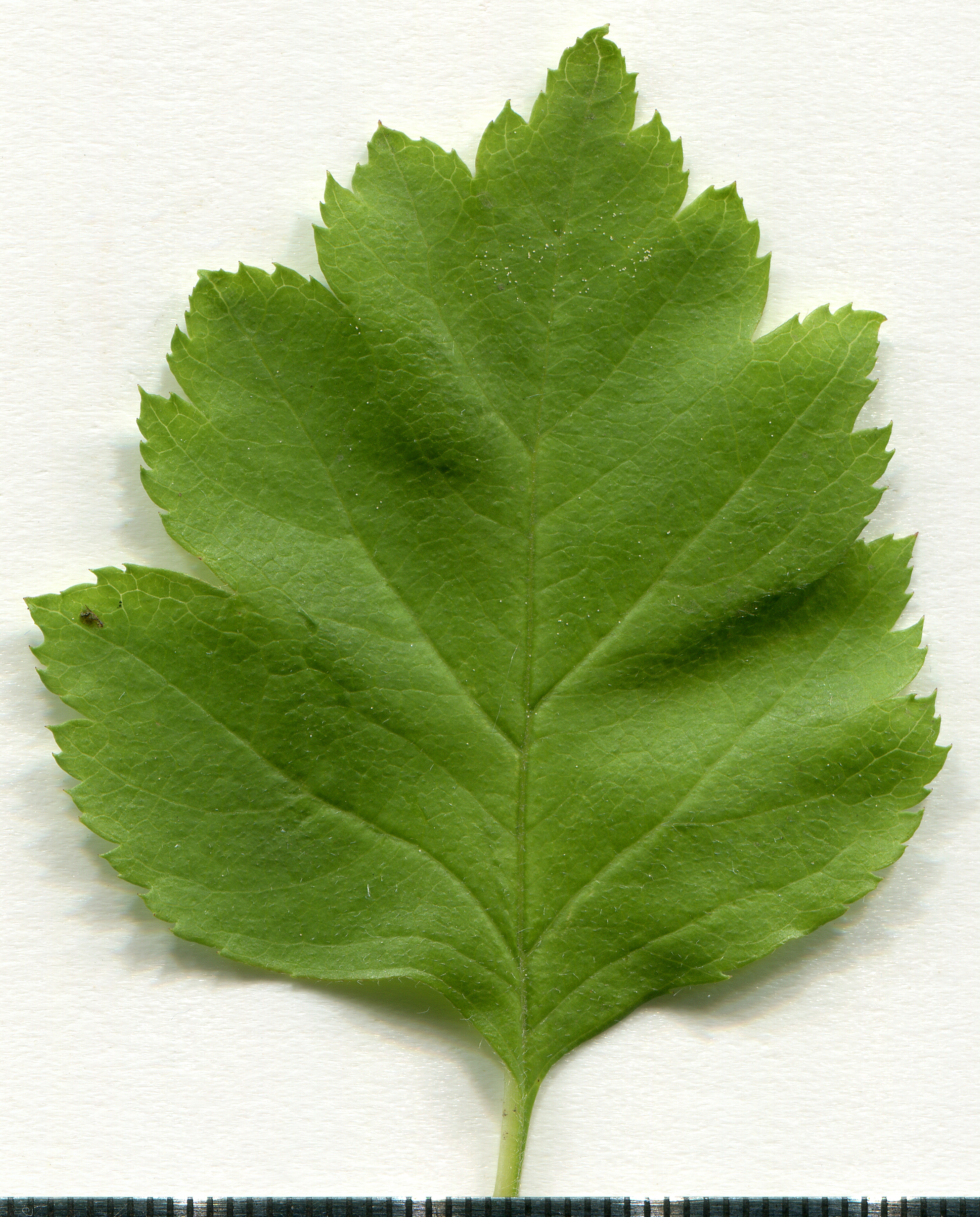
برگ زالزالک
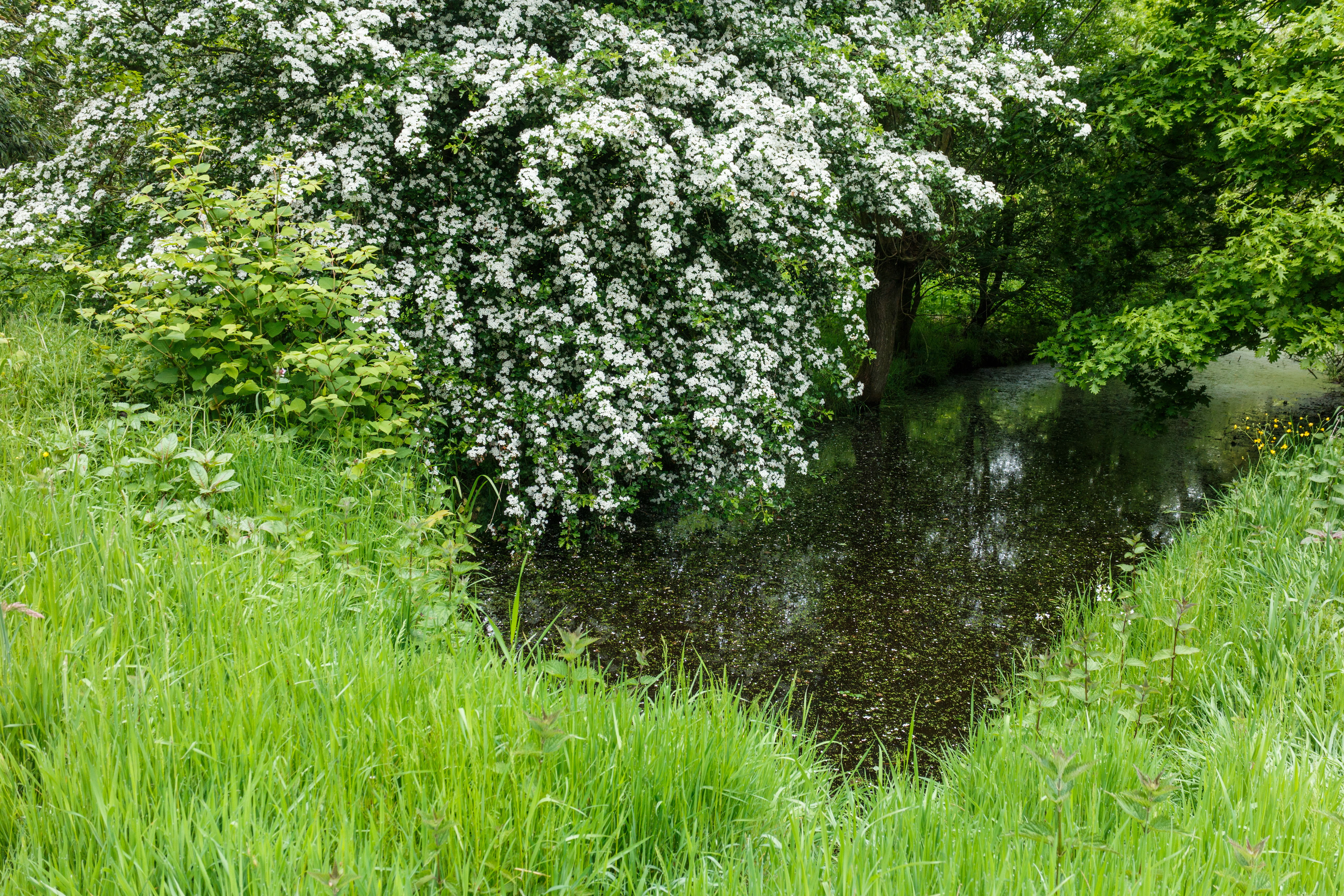
بوته زالزالک
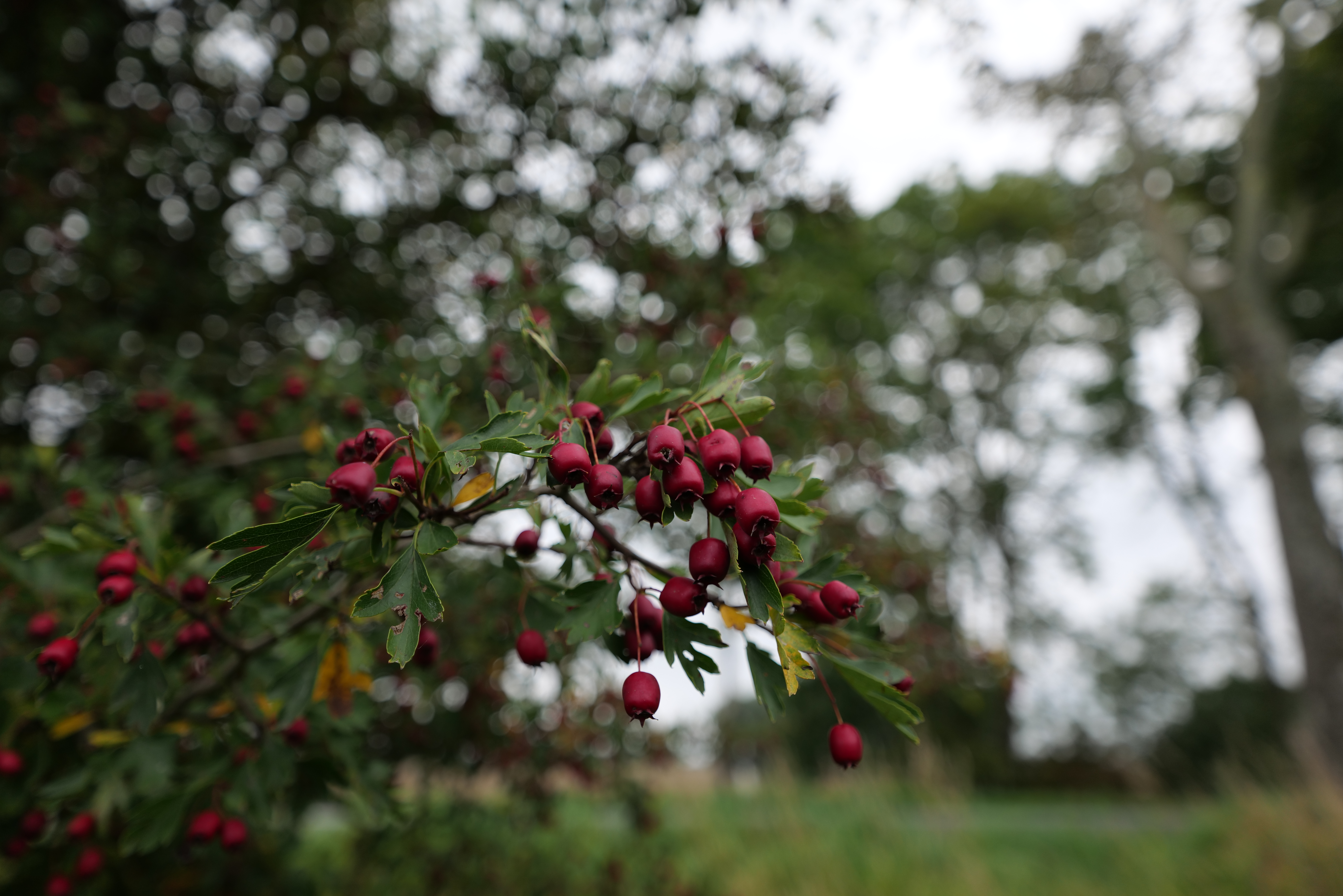
زالزالک وحشی